# 갈라치기 (바둑)
갈라치기(splitting)는 포석에서 '상대방의 세력을 분산'시키기 위해 '모양의 한가운데'에 두는 것이다. 즉, 두 귀에 위치한 상대의 모양 전체가 연결되어 그대로 집이 되는 것을 막고 상대방 집의 크기를 줄일 목적으로 '변의 중앙에 침입'하는 것이다. 상하 또는 좌우의 벌림을 맞보기로 착점한다. 참고로, 상대방 돌의 한가운데를 갈라 양곤마를 만드는 갈라치기 수법도 있다.